# RAF Krankenhaus Wegberg
Koordinaten: 51° 9′ 26,6″ N, 6° 18′ 19,1″ O

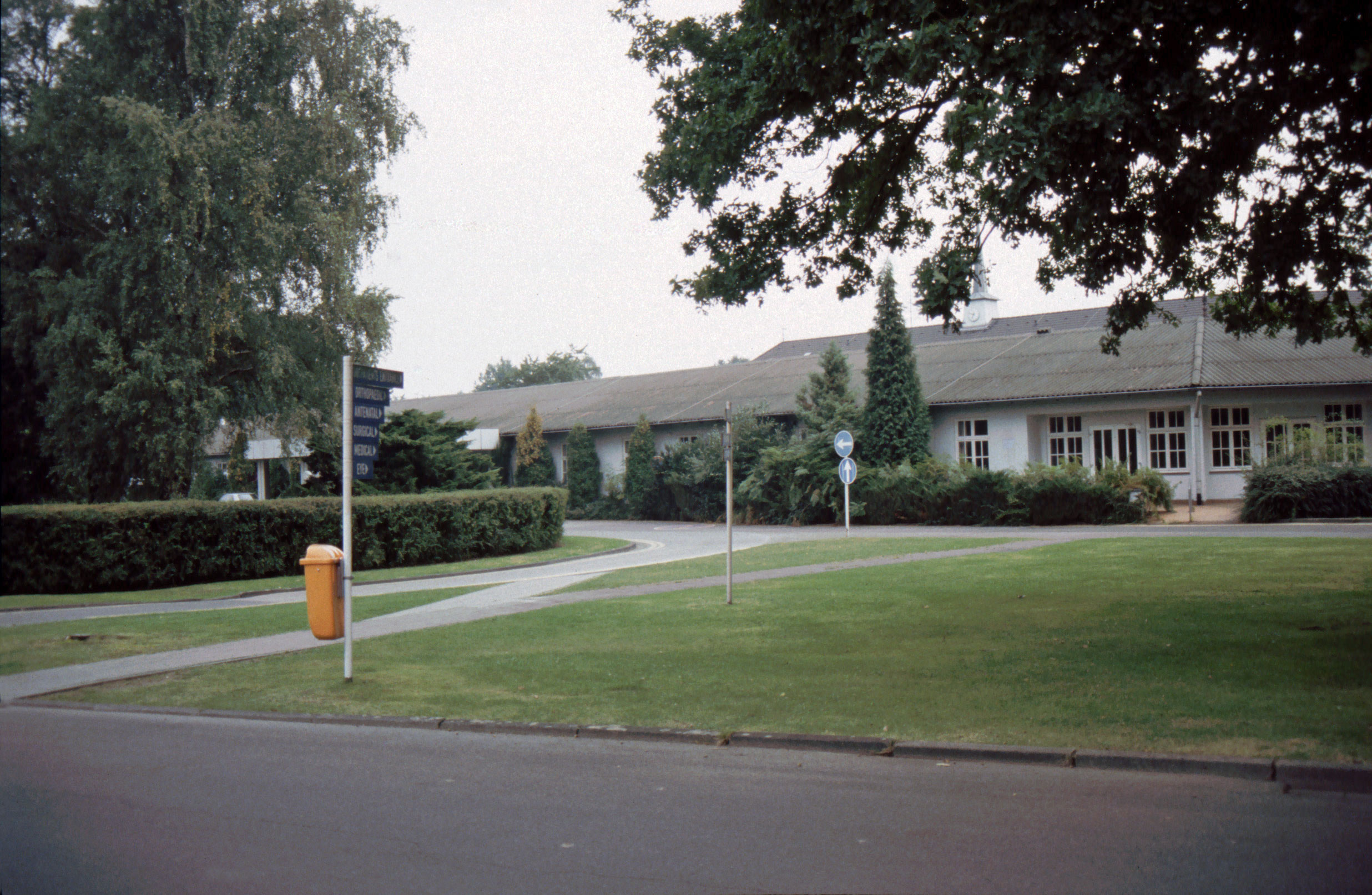
Der Haupteingang des Krankenhauses im Jahr 1998.

Das Royal Air Force Hospital Wegberg (auch RAF (H) Wegberg) war ein 1953 eröffnetes Militärkrankenhaus der Royal Air Force in Wegberg bei Mönchengladbach.

## Geschichte
Die Bauarbeiten begannen im Februar 1953 mit dem Bau des Flugplatzflügels Nr. 5357 der Royal Air Force und wurden am 31. Mai 1953 abgeschlossen. Die Eröffnung des Krankenhauses fand am 1. November 1953 statt. Bei der offiziellen Eröffnungsfeier am 16. November enthüllte Lady Foster, die Ehefrau des Oberbefehlshabers der 2. taktischen Luftwaffe, eine Tafel in der Eingangshalle.
Das Krankenhaus wurde auf einzigartige Weise gebaut: Es gab einen äußeren breiten U-förmigen Ring aus einstöckigen Gebäuden und einen inneren U-förmigen Ring aus zweistöckigen Gebäuden. Sie könnten als ein Hufeisen in einem anderen beschrieben werden. Der äußere Ring bestand hauptsächlich aus Stationen, ambulanten und klinischen Bereichen, während der innere hauptsächlich die Verwaltungs- und Unterstützungsdienste und einen zentralen Küchenbereich umfasste. Sie waren durch Radial- und Speichenkorridore verbunden, die im Bedarfsfall zu Stationen umgebaut werden konnten. Die psychiatrische Abteilung, das Kesselhaus, die Geschäfte, die Speiseräume, die Personalunterkünfte und das Ehequartier waren vom Hauptgebäude des Krankenhauses getrennt.
Das Krankenhaus diente als Allgemeinkrankenhaus für das britische Militärpersonal, assoziierte britische zivile Hilfspersonal und deren Familien in weiten Teilen Nordrhein-Westfalens, der Niederlande und Belgiens. In einem Jahr konnte die Entbindungsstation des Krankenhauses bis zu 1.000 Babys zur Welt bringen, während auf anderen Stationen bis zu 6.000 stationäre und 32.000 ambulante Patienten behandelt wurden. Intensivstationen und eine Spezialstation für Babys kamen hinzu. Während des Golfkriegs 1990 dienten Angestellte des Krankenhauses im Nahen Osten, sodass währenddessen ziviles Personal eingestellt werden musste.
Der Krankenhausbetrieb wurde im Juni 1980 vorübergehend durch umfangreiche Schäden nach der Explosion eines Propanzylinders im Dentallabor beeinträchtigt. Im Januar 1987 musste das Krankenhaus bis auf Notaufnahmen schließen, weil strenge Wintertemperaturen zum Platzen der Wasserleitungen geführt hatten. Im September 1987 wurde das Dach der Geburtsstation durch ein versehentlich von Arbeitern verursachtes Feuer schwer beschädigt.
Die Krankenpflegeschule wurde 1984 geschlossen, nachdem dort zahlreiches Personal ausgebildet worden war. Studentische Krankenschwestern von RAF-Krankenhäusern in Großbritannien wurden nach Wegberg abkommandiert, insbesondere für die Ausbildung in Geburtshilfe.
In den Jahren 1992 und 1993 wurde von der britischen Regierung die Bettenzahl durch die Schließung der Kinder- und Säuglingsstation sowie der Entbindungsstation und die Zusammenlegung der medizinischen und chirurgischen Stationen von 171 auf 90 Betten gesenkt.

## Zeit nach der Schließung

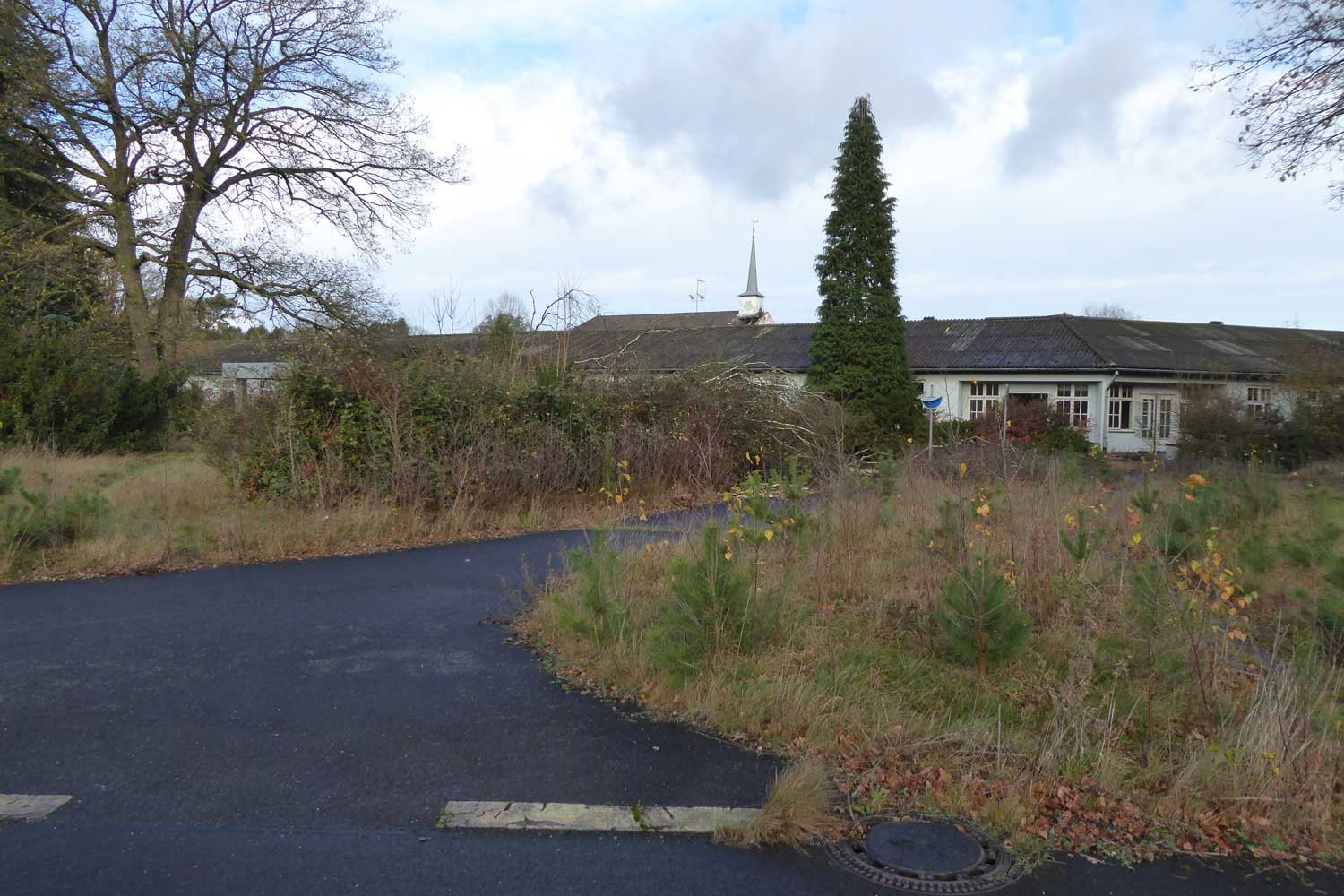
Das Krankenhaus im Jahr 2015

Das Krankenhaus wurde nach 43 Jahren als Allgemeinkrankenhaus geschlossen und am 1. April 1996 offiziell an das United Kingdom Support Command (UKSC) im JHQ Rheindahlen übergeben. Ab 1996 bis September 2010 blieben eine kleine stationäre psychiatrische Abteilung und einige kommunale Einrichtungen auf dem Gelände. Es wurde von 1999 bis September 2010 auch das Hauptquartier des Gesundheitsdienstes der britischen Streitkräfte (HQ BFGHS). Das gesamte Krankenhausgelände wurde anschließend offiziell an die deutschen Behörden zurückgegeben.
In den darauffolgenden Jahren wurde das verlassene Gebäude durch Vandalismus, Brände und Diebstahl schwer beschädigt. Am 15. April 2017 wurden weitere Schäden durch einen Großbrand verursacht. Die Brandbekämpfung war schwierig. Nach zwei Bränden im April 2019 kam es am 12. Juli 2019 zu einem Großbrand. Die Stadt forderte daraufhin den Abriss der Gebäude, womit 2019 begonnen wurde. Nach Abschluss der Arbeiten soll das Gelände renaturiert werden.